# Lever

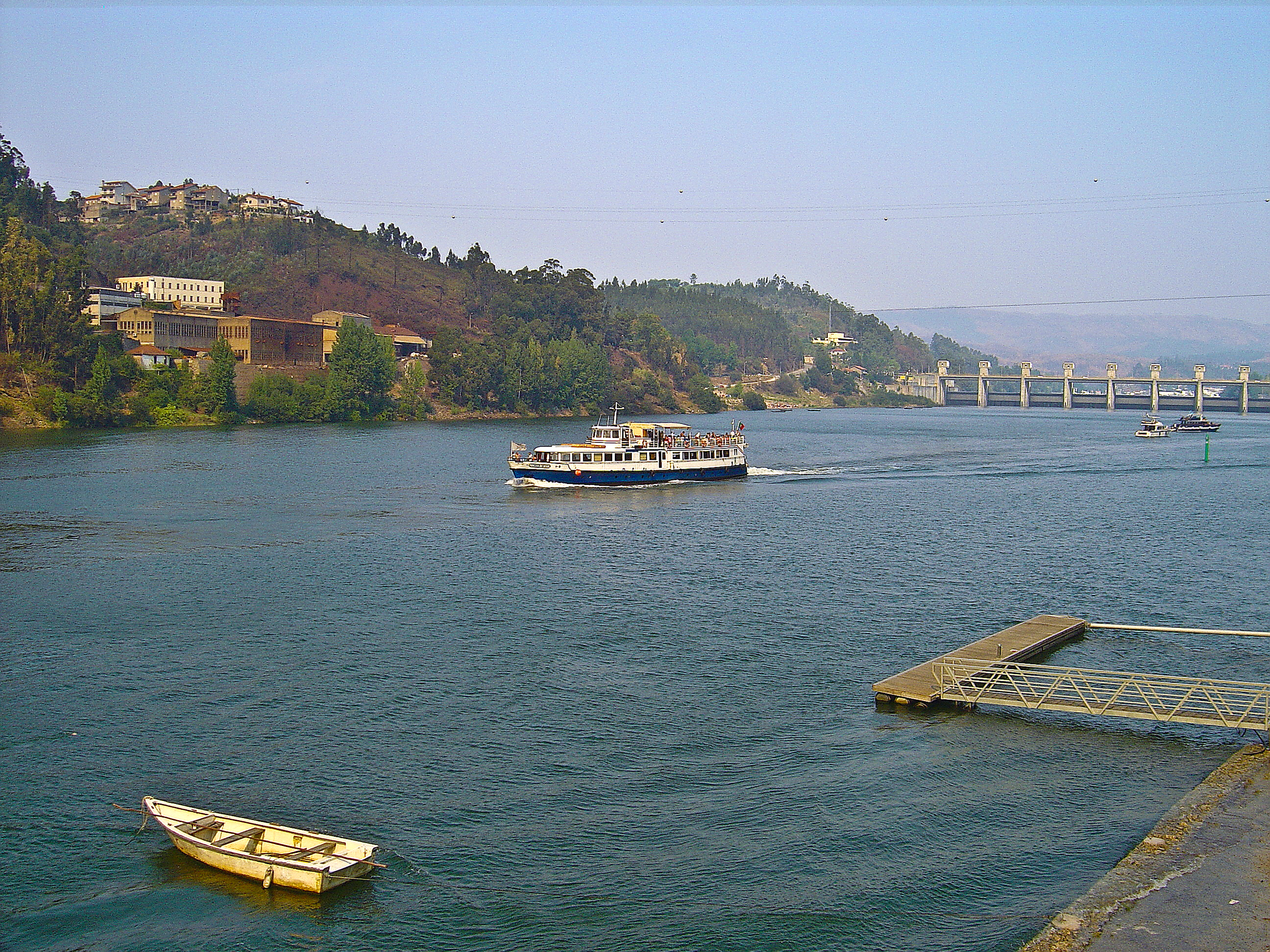
Albufeira da Barragem de Crestuma-Lever, vendo-se na margem oposta território da antiga Freguesia de Lever

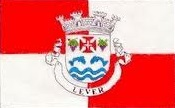
Bandeira da vila de Lever.

A cor encarnada a localização da Freguesia de Lever no Município de Vila Nova de Gaia; ao lado a localização no território de Portugal Continental

Lever é uma vila portuguesa que foi sede da extinta Freguesia de Lever do Município de Vila Nova de Gaia, no Distrito do Porto, freguesia que tinha 6,88 km² de área e 2 794 habitantes (2011), donde uma densidade populacional de 406,1 hab/km². 
A Freguesia de Lever, a partir de 29 de Setembro de 2013, foi extinta tendo sido agregada a Sandim, Olival e Crestuma para formar a  então criada União de Freguesias de Sandim, Olival, Lever e Crestuma. 
A povoação de Lever havia sido elevada à categoria de vila em 12 de Julho de 2001.

## População
| População da freguesia de Lever | População da freguesia de Lever | População da freguesia de Lever | População da freguesia de Lever | População da freguesia de Lever | População da freguesia de Lever | População da freguesia de Lever | População da freguesia de Lever | População da freguesia de Lever | População da freguesia de Lever | População da freguesia de Lever | População da freguesia de Lever | População da freguesia de Lever | População da freguesia de Lever | População da freguesia de Lever |
| ------------------------------- | ------------------------------- | ------------------------------- | ------------------------------- | ------------------------------- | ------------------------------- | ------------------------------- | ------------------------------- | ------------------------------- | ------------------------------- | ------------------------------- | ------------------------------- | ------------------------------- | ------------------------------- | ------------------------------- |
| 1864                            | 1878                            | 1890                            | 1900                            | 1911                            | 1920                            | 1930                            | 1940                            | 1950                            | 1960                            | 1970                            | 1981                            | 1991                            | 2001                            | 2011                            |
| 691                             | 750                             | 894                             | 1 023                           | 1 254                           | 1 341                           | 1 400                           | 1 999                           | 2 494                           | 2 903                           | 2 987                           | 3 388                           | 3 398                           | 3 033                           | 2 794                           |

Nos censos de 1864 a 1920 figura no concelho da Feira.
| Distribuição da População por Grupos Etários | Distribuição da População por Grupos Etários | Distribuição da População por Grupos Etários | Distribuição da População por Grupos Etários | Distribuição da População por Grupos Etários | Distribuição da População por Grupos Etários | Distribuição da População por Grupos Etários | Distribuição da População por Grupos Etários | Distribuição da População por Grupos Etários | Distribuição da População por Grupos Etários |
| -------------------------------------------- | -------------------------------------------- | -------------------------------------------- | -------------------------------------------- | -------------------------------------------- | -------------------------------------------- | -------------------------------------------- | -------------------------------------------- | -------------------------------------------- | -------------------------------------------- |
| Ano                                          | 0-14 Anos                                    | 15-24 Anos                                   | 25-64 Anos                                   | > 65 Anos                                    |                                              | 0-14 Anos                                    | 15-24 Anos                                   | 25-64 Anos                                   | > 65 Anos                                    |
| 2001                                         | 525                                          | 482                                          | 1 671                                        | 355                                          |                                              | 17,3%                                        | 15,9%                                        | 55,1%                                        | 11,7%                                        |
| 2011                                         | 378                                          | 327                                          | 1 616                                        | 473                                          |                                              | 13,5%                                        | 11,7%                                        | 57,8%                                        | 16,9%                                        |

Média do País no censo de 2001:  0/14 Anos-16,0%; 15/24 Anos-14,3%; 25/64 Anos-53,4%; 65 e mais Anos-16,4%
Média do País no censo de 2011:   0/14 Anos-14,9%; 15/24 Anos-10,9%; 25/64 Anos-55,2%; 65 e mais Anos-19,0%

## História
O topónimo Lever tem a sua origem na "Villa Liberii", isto é, a quinta de Liberius, sendo assim um antropónimo latino.
A Vila de Lever é secular, mais antiga que a Nação A primeira referência a esta freguesia remonta a 12 de Junho de 922, inscrevendo-se numa doação de D. Gomado, bispo de Coimbra, que tendo renunciado ao bispado com consentimento de Ordonho II, fez-se religioso no mosteiro de Crestuma, que enriqueceu de bens. Neste documento Lever é referido a respeito das "heredes de Leverri", do "terminum de Leveri".
Em 1608 é demarcada como Freguesia e mais tarde, em 1758, era Termo da Feira. A freguesia de Santo André de Lever era reitoria da apresentação da Mitra da Sé do Porto no termo da vila da Feira. Pertenceu ao concelho de Santa Maria da Feira, até que a 11 de Outubro de 1926 passou a integrar o concelho de Vila Nova de Gaia. Beneficiou do foral da Feira, atribuído por D.Manuel I a 10 de Fevereiro de 1514, em Lisboa. Arcediagado de Santa Maria (século XII). Comarca eclesiástica da Feira - 2º distrito (1856;1907). Primeira vigararia de Vila Nova de Gaia (1916;1970). 
A paróquia de Santo André de Lever faz parte do concelho de Vila Nova de Gaia, da Região Pastoral Porto Aro-Sul, da segunda Vigararia de Vila Nova de Gaia, da Diocese e do Distrito do Porto, e da Região Militar Norte. O padroeiro da freguesia, Santo André, é invocado no Inverno e os leverenses apelam à sua protecção, em virtude dos Invernos rigorosos que se sentem na vila. As condições naturais foram um incentivo aos povos para se fixarem, desde tempos longínquos. Documentos comprovam a existência de mamoas, monumentos funerários do neolítico, há cinco milénios: "A 10 de Dezembro de 1608, (…) foi dito que elles aviam e pessuião hum casal e prazo da igreja e comenda de Lever: eito onde chamão a mamoella”. Há também a informação da existência de um castro no território da freguesia.     
Um elemento interessante do seu património é a Barragem de Lever-Crestuma, inaugurada em 1985. Uma infraestrutura fundamental para o aproveitamento hidroeléctrico do rio Douro e que foi construída ao longo de nove anos. A albufeira que resultou do seu enchimento proporciona belas paisagens. No campo da arqueologia industrial, referência para as antigas instalações da secular Companhia de Fiação de Crestuma, que, apesar deste nome, se encontra na área da Vila de Lever. Este complexo actualmente designa-se por Quinta da Fiação de Lever.                                                                                                                                                                                                                          
No ano de 2007 foi inaugurado o Centro de Educação Ambiental, uma infraestrutura da Águas do Douro e Paiva também localizada em Lever, e que tem como principal missão a estimulação de uma maior e melhor consciência ambiental. Anualmente recebe inúmeras visitas de várias faixas etárias. Lever, com perto de três mil habitantes, tem hoje o setor secundário como base da sua economia, depois de outrora ter uma forte tradição nas áreas da tecelagem, curtumes e pescas. Desde 29 de Setembro de 2013, a Vila de Lever integra a União de Freguesias de Sandim, Olival, Lever e Crestuma.                              

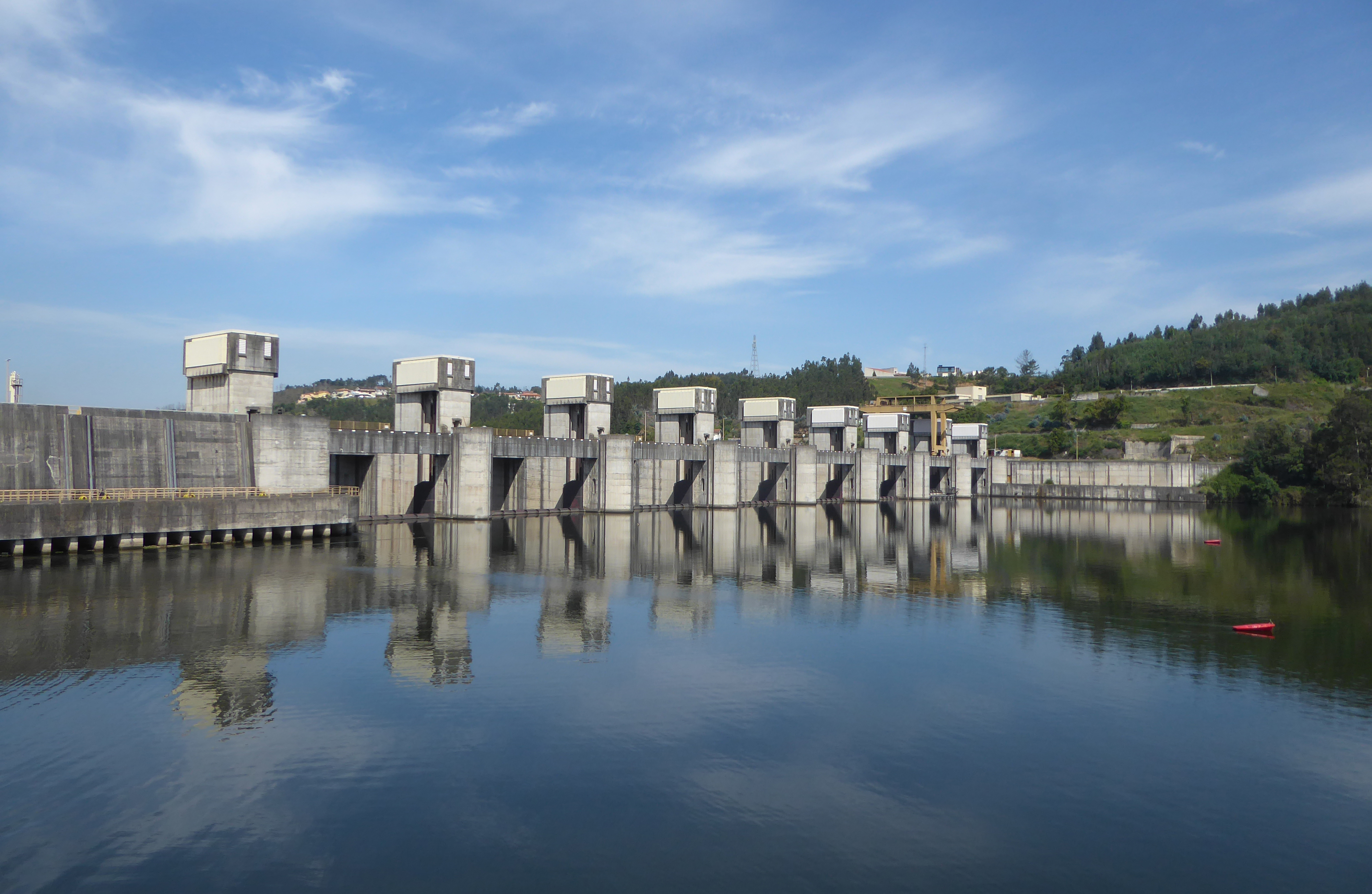
Barragem de Lever-Crestuma, vista de montante do lado de Lever, Vila Nova de Gaia

## Património
- Igreja de Santo André (actual matriz)
- Antiga Igreja Matriz
- Capela mortuária
- Biblioteca Cónego Agostinho Cunha
- Barragem de Lever-Crestuma (travessia rodoviária e pedonal que estabelece a ligação entre as margens de Lever e de Foz do Sousa)
- Albufeira de Lever
- ETA de Lever
- ETAR Lever
- Ponte rodoviária da CREP (ponte sobre o rio Douro que liga a vila de Lever, concelho de Vila Nova de Gaia, à freguesia de Medas, concelho de Gondomar.)
- Escolas primárias: EB1/JI das Hortas, EB1/JI de Painçais e EB1/JI da Portelinha.
- Posto Territorial de Lever - GNR
- Mamoas
- Castro
- Quinta da Fiação de Lever (antiga CFC)
- Antiga praia fluvial (património submerso, por via da construção da Barragem de Lever-Crestuma)

## Geografia
Trata-se da vila mais oriental e distante da sede do município, afastando-se deste aproximadamente 18 km.      
Lever integra o grupo de vilas a Sul que define a linha de fronteira entre o Distrito do Porto (Vila Nova de Gaia) e o Distrito de Aveiro (Santa Maria da Feira), sendo portanto uma das portas de entrada do Município de Gaia e do distrito do Porto.      
A vila é banhada pelo rio Douro, e um dos seus afluentes, o rio Uíma, faz parte do seu percurso neste território.      

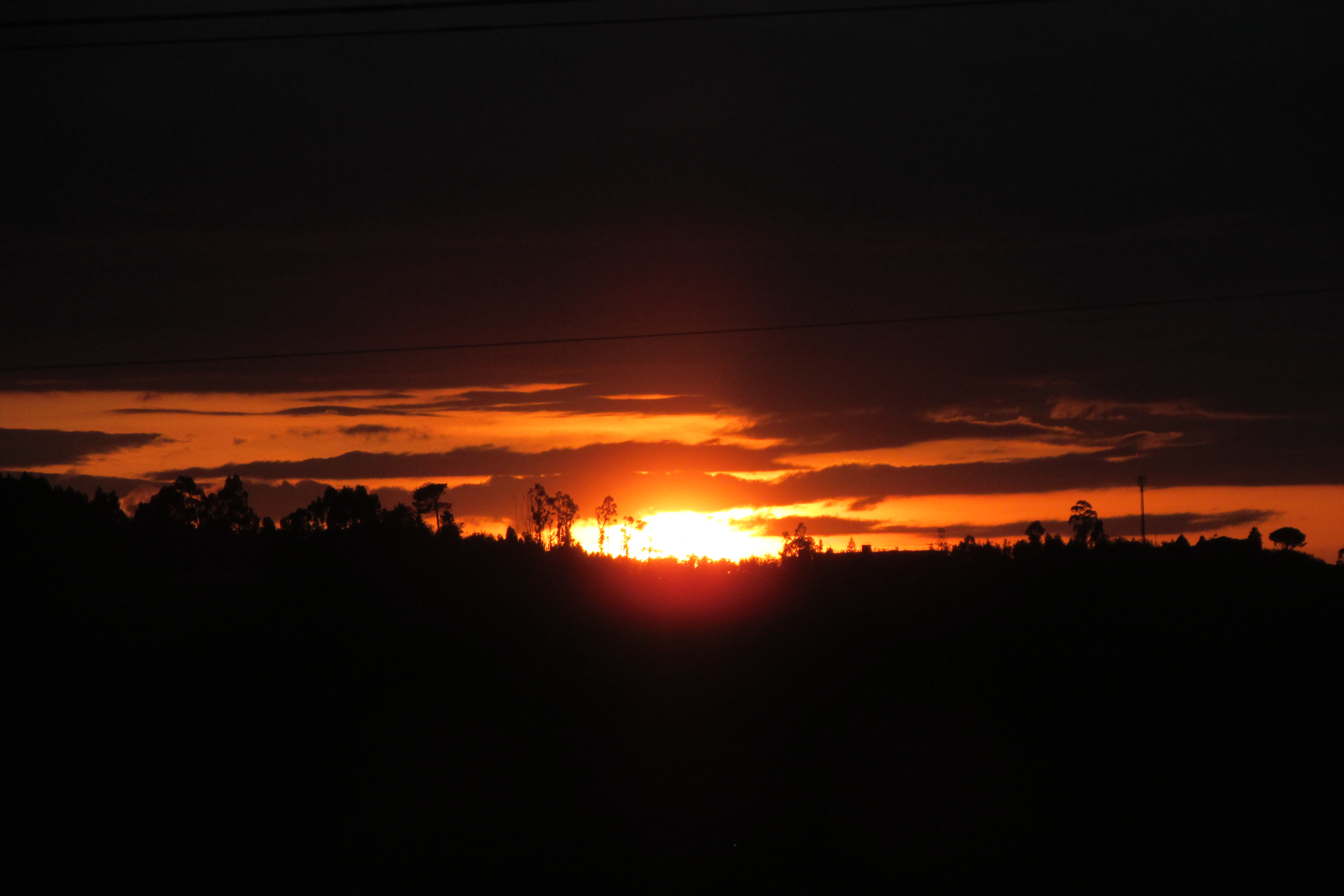
Pôr do sol em Lever, Vila Nova de Gaia

### Lugares
A Vila é formada por uma série de lugares: Igreja, Santo, Pinhal, Hortas, Painçais, Cruz, Arnal, Chelo, Mata, Libais e Portelinha.

## Características
Do património edificado em Lever, destaca-se a antiga Igreja Matriz, de linhas muito simples e de pretensões muito limitadas, construída aquando da integração da freguesia no Concelho de Vila Nova de Gaia, encerrando algumas esculturas religiosas de elevada antiguidade, e o actual templo, construído entre 1969 e 1977.
Um cruzeiro, alminhas, casas de xisto do século XIX e uma casa senhorial, alguns moinhos de cereal, a pequena capela de S. Sebastião, segundo a tradição mandada erigir por Pedro Hispano, o futuro Papa João XXI e, por último, a Barragem sobre o Rio Douro, edificada entre 1978 e 1985, a mando da Companhia Portuguesa de Produção de Electricidade.
Menciona-se a existência de mamoas no território que hoje constitui a freguesia, como se comprova através da referência toponímica documentada no Tombo da Comenda de Lever, nos termos seguintes: "A 10 de Dezembro de 1608, (..) foi dito que elles aviam e pessuião hum casal e prazo da igreja e comenda de Lever: eito onde chamão a mamoella".
As mamoas eram monumentos funerários do neolítico, quando o Homem se fez pastor e começou a agricultar, há cerca de cinco mil anos. Mais tarde, e dada a persistência do povoamento, há referências documentais e vestígios arqueológicos que nos dão conta da presença da civilização romana nesta zona.
No espaço da vila há também relato da existência de um castro, com a expressiva localização do chamado Castelinho de Lever que continua pelos outeiros de Labude. No tombo de Lever surge esta significativa informação: "o monte do Carreiro do Pereira e partia pelo valle a riba chamado a do castelejo".

## Infraestruturas e transportes
A Barragem de Lever-Crestuma, construída em território da vila de Lever, assegura a ligação pedonal e rodoviária com a outra margem do Douro, na freguesia de Foz do Sousa, concelho de Gondomar.
A exploração dos autocarros está a cargo da empresa MGC, que assegura os percursos de ligação com o centro concelhio e com a cidade do Porto. 

## Colectividades
- Clube União Desportivo Leverense
- Banda Musical Leverense
- Academia de Música da Banda Musical Leverense
- Rancho Folclórico Lírios de Lever
- Rancho Folclórico de Lever
- Rancho Folclórico Santo André de Lever
- Fanfarra de Lever
- Columbofilia de Lever
- Associação De Solidariedade Social de Lever
- Comissão de Festas de S. Tiago e Sta. Apolónia de Lever
- Centro Educacional e Ambiental da Águas do Douro e Paiva
- Clube de Caçadores de Lever
- Associação Caminheiros de Lever
- Grupo Coral da Paróquia de Lever